# Хмельницька область
Хмельни́цька о́бласть (неофіційно — Хмельниччина) (до 4 лютого 1954 року — Кам'яне́ць-Поді́льська) — область у Західній Україні. Утворена 22 вересня 1937 року постановою ЦВК СРСР із центром у місті Кам'янці-Подільському.
Площа становить 20 624 км² (3,42 % території України, 19-та за цим показником у країні). Населення — 1264,7 тис. осіб (на 01.01.2019). Центр — місто Хмельницький. В області 1452 населених пункти, в тому числі 13 міст, 24 селища міського типу, 5 селищ, 1410 сіл.

## Історія

### Прадавні часи
Поселення на території Хмельницької області, бере свій початок з часів первіснообщинного ладу: раннього палеоліту, підтвердження цьому — археологічні розкопки. Впродовж багатьох тисячоліть багато населених пунктів безслідно зникало, деякі з них знову відроджувалися, руйнувалися в роки війн і знову відбудовувались і так зазнавали змін протягом всього свого існування. Значній частині поселень вдалося зберегли свої історичні пам'ятки до сьогодення, але їх стан досить задовільний.
Найдавніша палеолітична стоянка первісних мисливців відома поблизу села Врублівці Кам'янець-Подільського району (близько 300 тис. років тому). У добу середнього і особливо пізнього палеоліту первісні мисливці почали заселяти територію сучасного Поділля. Найдавніші поселення цього періоду виявлені у селах Врублівці, Калачківці, Китайгород, Стара Ушиця Кам'янець-Подільського району.
У добу неоліту (VII—IV тис. до н. е.), коли людина перейшла від мисливства, збиральництва і рибальства до відтворюючих форм господарської діяльності — мотичного землеробства і скотарства по всій території сучасної Хмельницької області утворюються поселення найдавніших землеробів і скотарів (Славута Віньковецького району тощо).
У IV—III тис. до н. е. Наддніпрянщина і Надбужжя заселяються нащадками неолітичних племен-носіїв високорозвиненої так званої трипільської культури, землеробської культури, яка мала великі населені пункти та досконаліші будинки. У Хмельницькій області відомо близько 150 пам'яток трипільської культури. Предками стародавніх слов'ян вважаються племена так званого скіфського періоду (VII—IV ст. до н. е.). Їх могильники та поселення збереглися на всій території області.
З початку I тис. н. е. територію Поділля заселяють ранньослов'янські племена, які входили до складу антського племінного союзу і займалися орним землеробством.
З утворенням на базі ранньослов'янських племен єдиної давньоруської держави — Київської Русі (IX—XV ст.) до її складу на території сучасного Поділля увійшли племена уличів і тиверців. До першої половини XI ст. належить відомий меч з Карабчиїва (з-під Кам'янця-Подільського) з рослинним орнаментом з варіацій крину, лози. На руків'ї деревоподібна композиція з гравіюванням на черневому тлі, на перехресті — лоза, пагони якої заповнені черню. Подібна орнаментація візантійського походження, що склалася у X—XI ст., її варіант відомий серед орнаментів Софії Київської.

### Середньовіччя
З посиленнями феодальної роздробленості Стародавньої Русі і виникненням окремих удільних князівств у кінці XI ст. в Наддністрянщині утворюються Теребовлянське князівство, а згодом, з 1141 р. — Галицьке, до складу якого увійшла південна частина сучасної Хмельницької області колонізована князем Васильком Ростиславовичем (Теребовлянським), більш відома як Пониззя.

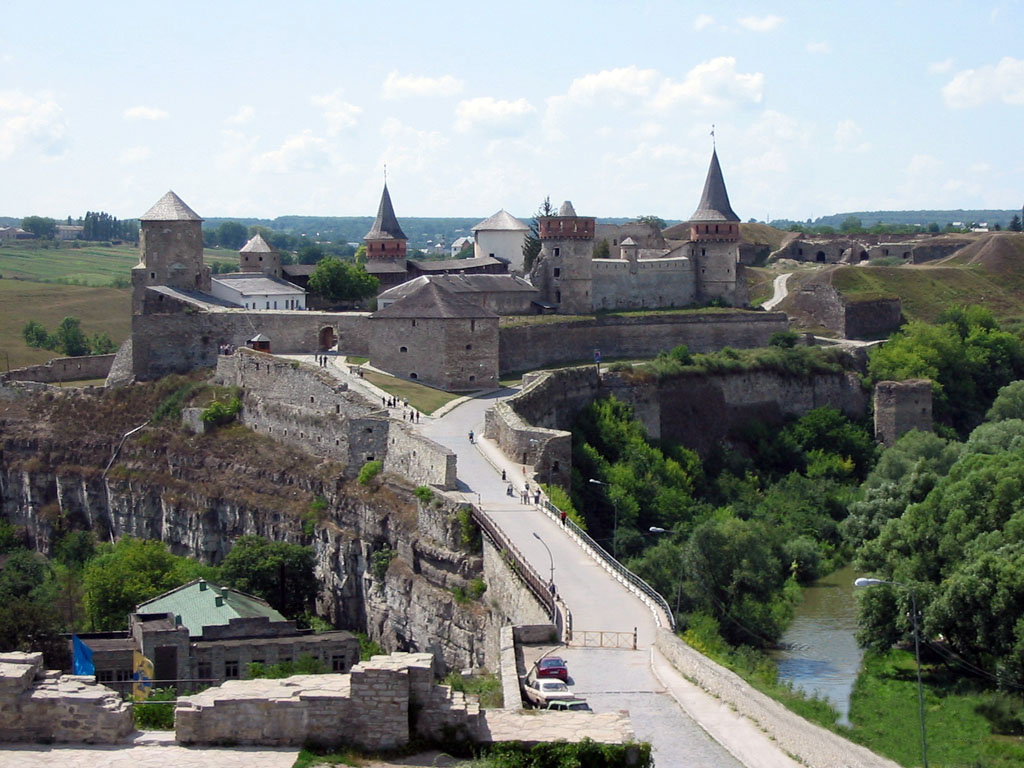
Національний історико-архітектурний заповідник «Кам'янець»

Після загарбання краю ординськими племенами у 1246 р. Галицько-Волинське князівство змушене було визначати свою залежність від Золотої Орди. Край було поділено на округи, населення яких платило величезну данину. Спустошувалися села і міста, руйнувалися фортеці. Ця трагічна сторінка в історії Хмельниччини, як і всієї Русі, тривала понад 100 років.
Скориставшись феодальною роздробленістю давньоруських земель і ослабленням їх внаслідок ординської навали, територію захоплюють литовські і польські феодали.
Наступ польських феодалів на українські землі посилився після Кревської унії, укладеної в 1385 р. між Польщею і Литвою. Внаслідок гострої боротьби між Польщею, Литовським князівством і Угорщиною захоплені ними землі Західного Поділля оголошуються (1439 р.) окремим подільським воєводством з центром у Кам'янці-Подільському. До його складу увійшли 3 повіти: Кам'янецький, Летичівський і Червоногродський.

### Новий час
З середини XV ст. частішають спустошливі кримськотатарські напади на Поділля. Лише під час нападу на Поділля, Волинь і Галичину у 1575 р. татари полонили понад 55 тис. ос. Все це, безперечно, зумовило спустошення поселень краю. Однак в наступні десятиріччя вже спостерігається збільшення кількості поселень і населення в них.
Після Люблінської унії (1569) землі Брацлавщини відійшли до Польщі, внаслідок чого створюються Брацлавське воєводство. Загарбані землі заселяє польська шляхта, в її руках зосереджуються основні земельні володіння. Виникають фільварки, сільські поселення збільшуються у розмірах.

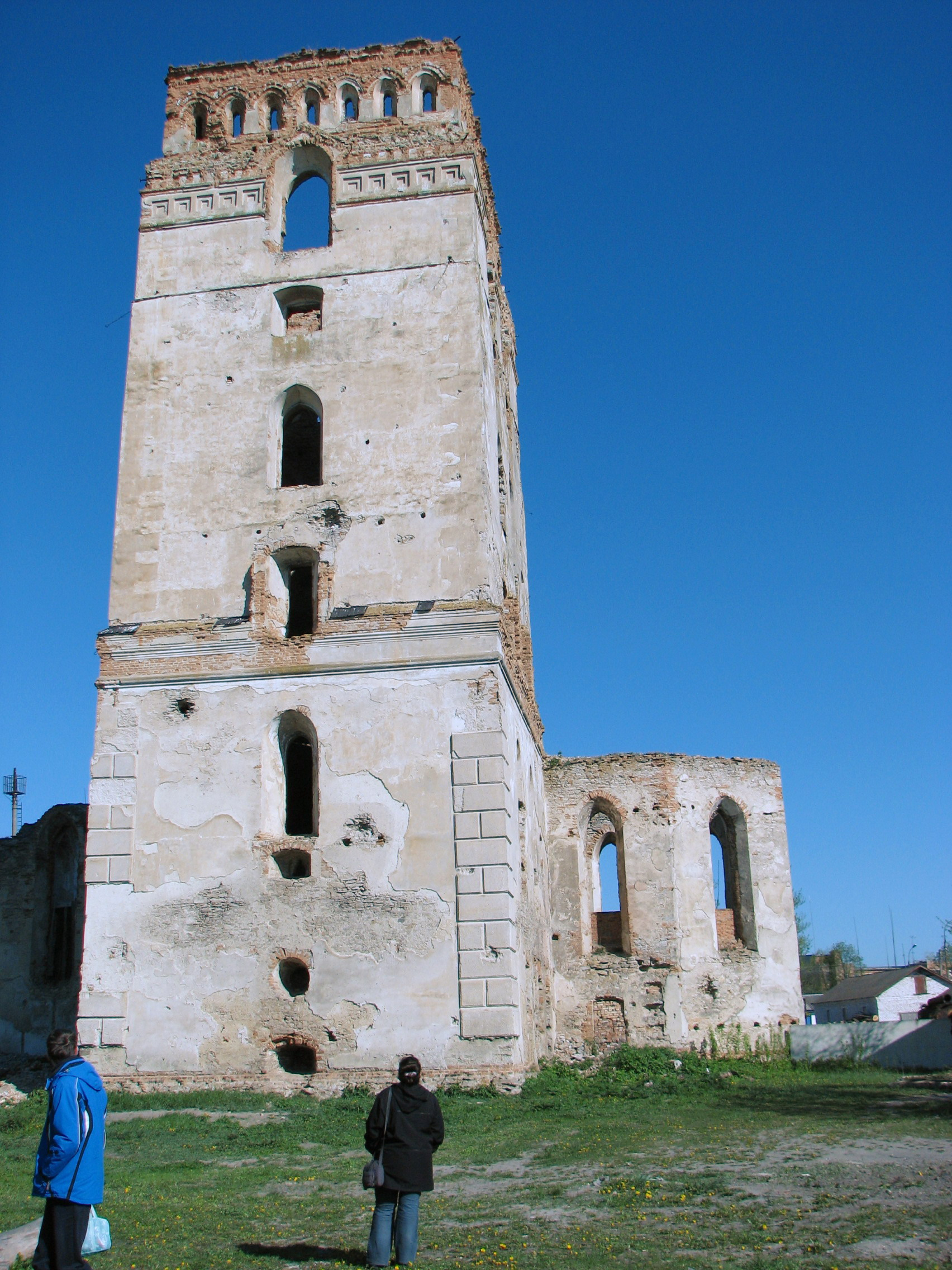
Старокостянтинів. Оборонна вежа

З впровадженням у 1596 р. Берестейської унії під впорядкуванням православної церкви України і Білорусі, Ватикану — на землях, захоплених Польщею, у тому числі на Поділлі, посилилася релігійна і національна конфронтація.
Соціально-економічне і національно-релігійне гноблення викликало хвилю народних протестів проти польської шляхти і місцевих поневолювачів, наростання визвольного руху. Це знайшло вияв у селянсько-козацьких повстаннях, які почалися з кінця XVI ст.
За Андрусівською угодою 1667 р. більша частина Правобережної України і Східна Галичина, в тому числі сучасна Хмельниччина, залишилася за Польщею. Протягом XVI–XVII ст. однією з форм антифеодальної боротьби були масові втечі селян із загарбаних Польщею земель у південні степи до козаків.
У наступні десятиріччя територія стає ареною безперервних військових сутичок, жорсткої боротьби за сфери панування. У 1672 р. 300-тисячне турецьке військо захоплює Подільське воєводство. Проте в 1699 р. за Карловацьким трактатом ці землі знову відійшли до Польщі.
Усі ці події вплинули на міграційні процеси. Після того, як турки залишили Поділля (1699), почалося його заселення переважно українцями, які приходили з території Руського та Волинського воєводств і оселялися селами.

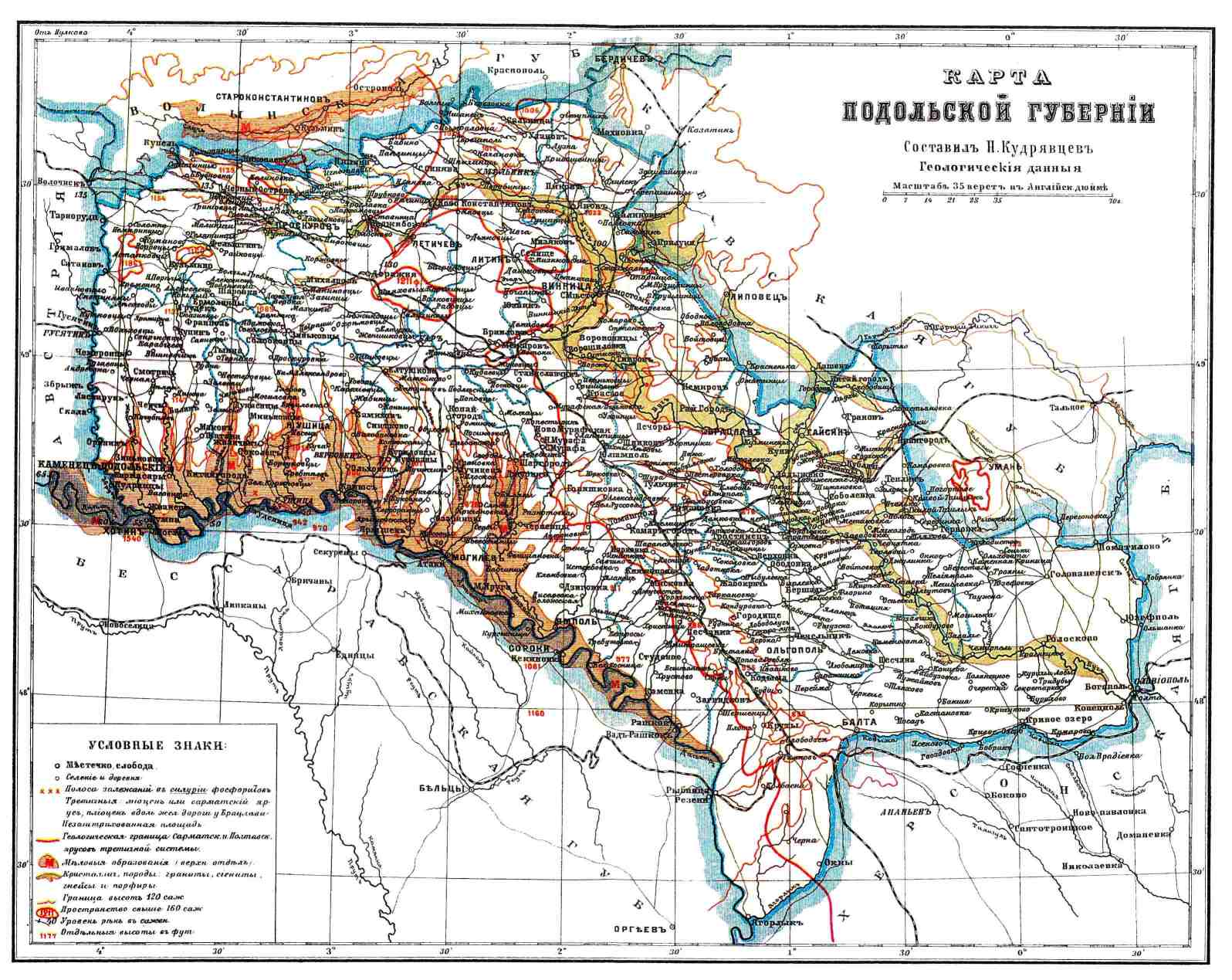
Подільська губернія

У квітні 1793 р. землі Поділля у складі Правобережної України були приєднані до Росії. Утворилися Ізяславське і Брацлавське намісництва та Кам'янецька область, пізніше перейменована в Подільську губернію У 1797—1803 рр. відбулося укрупнення повітів, з яких Кам'янецький, Летичівський, Проскурівський, Ушицький охоплювали більшу частину сучасної Хмельницької області. 

Детальніше у статті: Історичний територіальний поділ України
Складні соціально-економічні та політичні умови історичного розвитку Поділля зумовили особливості формування поселень, спрямованість міграційних процесів, природний приріст, і динаміку етнічного складу. Значними змінами супроводжувався перехід до капіталістичних відносин. Уже в другій половині XVII ст. відбувся процес перетворення ремесла у товарне виробництво і зародження передумов мануфактури, зростання елементів товарності в сільському господарстві. Це сприяло збільшенню величини сільських поселень.

### XX століття

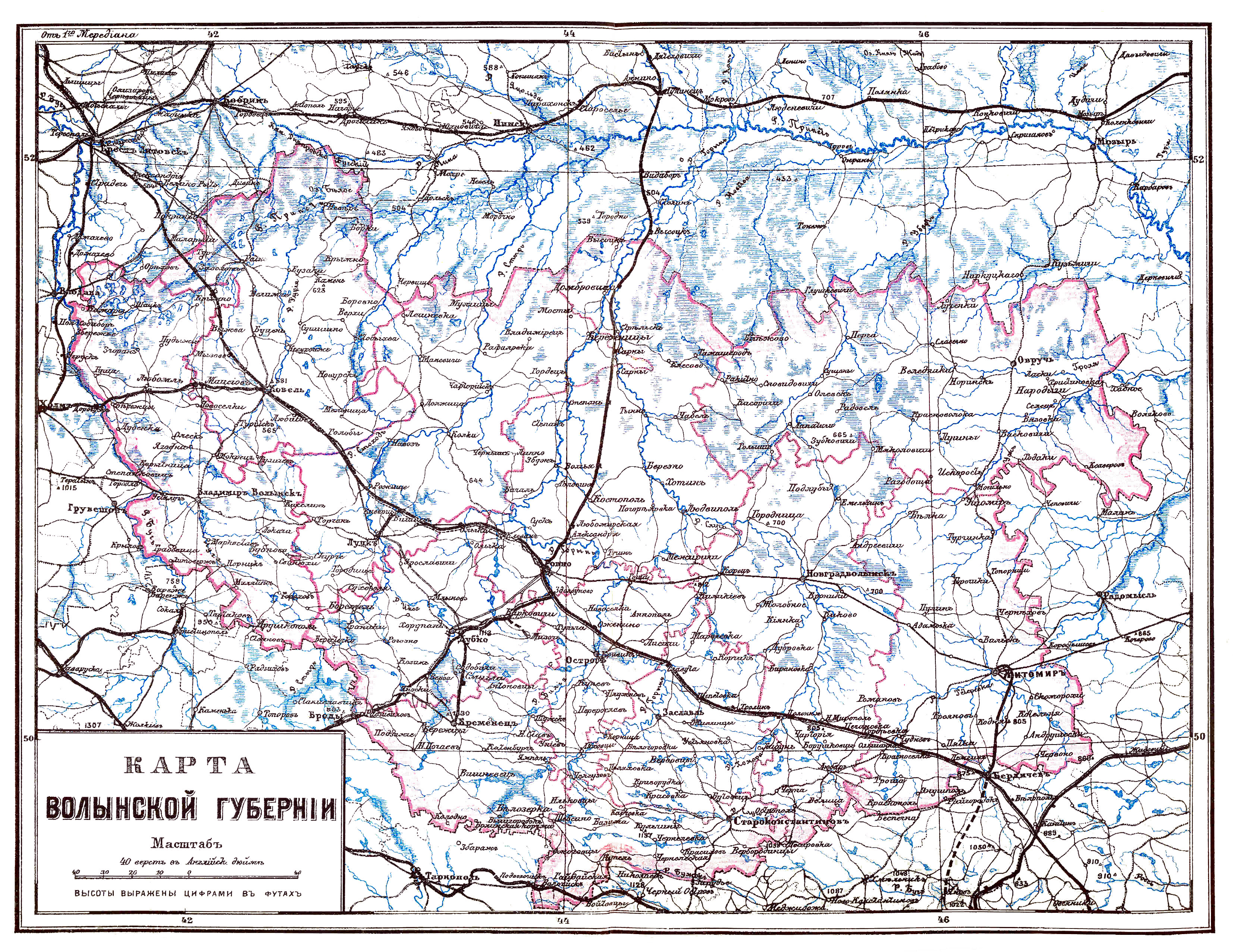
Волинська губернія

На початку XX століття північна частина Хмельницької області входила до складу Волинської губернії, зокрема Заславського повіту, Старокостянтинівського повіту.
До того ж, деякі населені пункти теперішньої Хмельницької області утворювали більшість волостей у складі Острозького повіту (із 15 — 9) з центрами село Ганнопіль, село Довжки, село Кунів, містечко Ляхівці (нині Білогір'я), село Переросле, село Плужне, село Семенів, село Старий Кривин, село Уніїв (нині — Ставищани Білогірського району), а також Новоград-Волинського повіту з центрами містечко Берездів, містечко Остропіль, містечко Полонне, та Кременецького повіту з центрами містечко Ямпіль і село Святець.
25 жовтня — 2 листопада 1921 р. під час Листопадового рейду через Чемеровецький, Городоцький, Ярмолинецький, Віньковецький, Деражнянський, Летичівський та Старосинявський райони теперішньої Хмельницької області проліг шлях Подільської групи (командувач Михайло Палій-Сидорянський) Армії Української Народної Республіки.
24 — 25 листопада 1921 р. Подільська група (командувач — Сергій Чорний) Армії Української Народної Республіки поверталася з Листопадового рейду через Шепетівський, Славутський райони теперішньої Хмельницької області.
Промисловий розвиток і події Першої світової і громадянської воєн сильно вплинули на динаміку етнічного складу міського населення і мало змінили етнічну структуру сільського населення. Як і в XIX ст., тут чисельно переважали українці. За даними перепису населення 1926 р. українці серед сільського населення Проскурівської і Кам'янецької округ становили від 80 до 90 %. Вони займалися переважно сільським господарством і проживали у сільській місцевості.
|                                                     |  |  |
| Ювілейна монета НБУ присвячена Хмельницькій області |  |  |

Хмельницька область, як і всі сільськогосподарські зони України, зазнала відчутних втрат у людності внаслідок воєн, примусової колективізації і особливо голодомору 1932—1933 рр., а також репресій 30-х років. Переважно — це втрати сільського населення. 
До 1937 року Хмельницької області як такої фактично ще не існувало. У 1930-х роках територія сучасної Хмельниччини була розділена між Вінницькою та Житомирською областями УСРР. 22 вересня 1937 року була утворена Кам'янець-Подільська область, що була прообразом сучасної Хмельницької. Навесні 1941 року обласну адміністрацію перенесли в місто Проскурів, проте стара назва за областю залишилась, і лише у 1954-му з перейменуванням міста Проскурова на Хмельницький за областю закріпилась сучасна назва. З роками змінились лише обласний центр та назва, а от кордони області з 1937 року залишаються незмінними.

### XXI століття
У 2022—2023 роках область прийняла значну частину ВПО.

### Промисловість

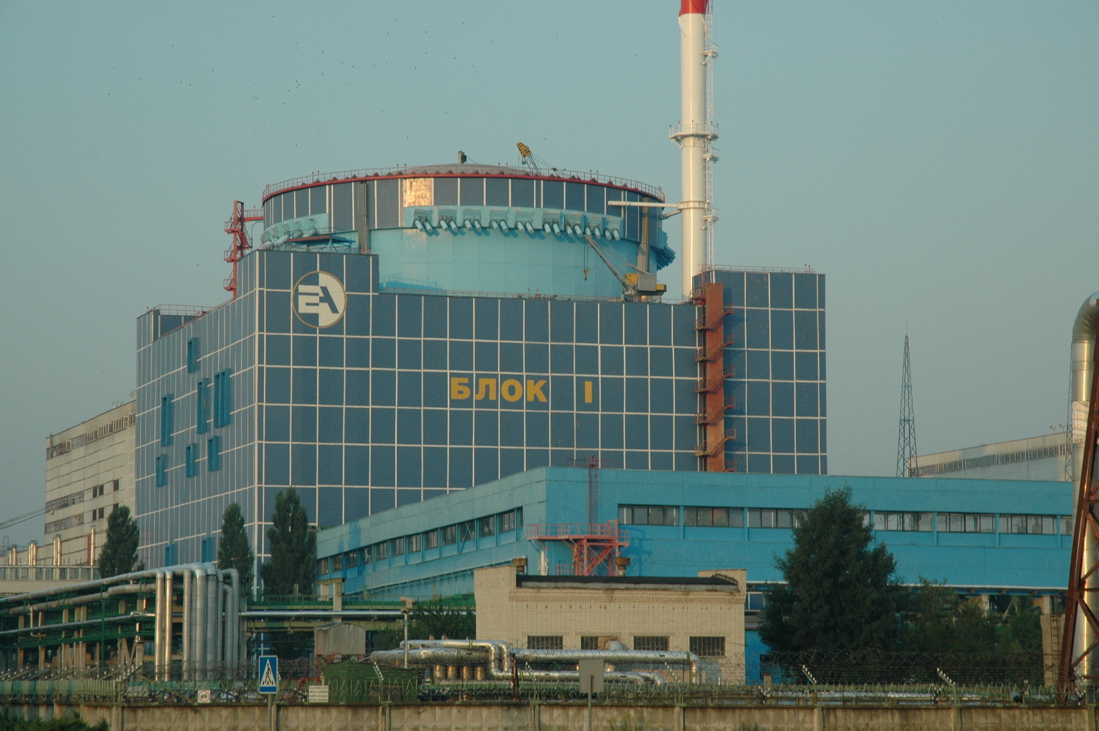
Хмельницька АЕС

Важливе місце серед галузей промисловості займає машинобудування та металообробка, в якій зайнято 44,2 % загальної кількості працюючих в промисловості області. Підприємства цієї галузі випускають верстати, ковальсько-пресові машини, трансформатори, сільськогосподарські машини для рослинництва, технологічне обладнання для переробних галузей агропромислового комплексу, кабель, електротехнічні вироби. Найбільші підприємства області — ПАТ «Укрелектроапарат», «Катіон», «Адвіс», «Пригма-Прес», «Термопластавтомат», ДП «Новатор», кам'янець-подільські АТВТ «Мотор» та заводи «Електроприлад» і кабельний, ВАТ «Шепетівський завод культиваторів», Волочиський ВАТ «Номінал», верстатобудівне ВАТ «Говер» у Городку та ін.
Підприємствами області в минулому році освоєно виробництво нових видів продукції. Серед них кормозбиральний комбайн «Марал-125 Поділля» (ВАТ «Адвіс»), техніка для виготовлення тари і упаковки (ВАТ «Термопласт-автомат»), котли опалювальні (ВАТ «Темп»), нові види дискових твердосплавних пил (Кам'янець-Подільський завод дереворіжучого інструменту «Мотор»), конденсатори електролітичні нової серії (ВАТ «Катіон»), комбінований ґрунтообробний агрегат «Поділля» (ВАТ «Шепетівський завод культиваторів»), гама нових трансформаторів (ПАТ «Укрелектроапарат»), радіостанції для тепловозів і електровозів (ДП «Новатор»), електропилососи (Шепетівський завод «Пульсар»). Освоєно випуск лічильників газу, води і тепла та іншої продукції.
Провідне місце займає харчова промисловість, обсяги виробництва продукції якої становлять 35,4 % загально обласних обсягів. Харчова промисловість представлена такими галузями, як цукрова, хлібопекарська, кондитерська, макаронна, овочеконсервна, м'ясна і молочна, спиртова, пивоварна, борошномельно-круп'яна, тютюнова та інші, в яких зайнято 22,4 % загальної кількості працівників промислових підприємств області.
Хмельницька область — один із найважливіших в Україні регіонів цукроваріння, де діють 16 цукрових заводів. Найбільші цукрові заводи розташовані у Хмельницькому, Шепетівці, Кам'янець-Подільському, Теофіполі, Городку, Деражні.
Легка промисловість області розвивається на основі переробки місцевої сировини (шкіра) і сировини, що завозиться (вовна, бавовна, текстиль, шкіра). В ній виділяються такі галузі: швейна, текстильна, взуттєва, трикотажна, галантерейна. Серед найбільших підприємств області Хмельницькі ВАТ «Взутекс», ВАТ «Шкіргалантерея», ЗАТ «Хмельницьклегпром», Дунаєвецька суконна фабрика, Волочиська швейна фабрика «Горинь».
Лісова і деревообробна промисловість випускає меблі, тару, будівельні матеріали, папір, картон. Найбільші меблеві фабрики знаходяться в Хмельницькому, Ізяславі, Летичеві. Великим попитом користується продукція акціонерних товариств «Славутсько-Полянська паперова фабрика» та «Понінківський картонно-паперовий комбінат».
Велике значення для розвитку економіки області має електроенергетика: в м. Нетішин 1987 року діє Хмельницька АЕС, що підключена до енергосистем України та країн Центральної Європи. В загальній структурі обсягу промислового виробництва частка енергетики становить 34,2 %. Розподіл електричної енергії на 80 % території області здійснює ОСР АТ «Хмельницькобленерго».
В області також працюють підприємства, які виготовляють товари побутової хімії (Славутський завод «Лотос»), музичні інструменти (Ізяславська фабрика «Октава»), посуд, медичні інструменти, культтовари та інші товари народного споживання.

### Агропромисловий комплекс
На території Хмельницької області розташовано майже 4 % всіх сільськогосподарських угідь України. Першість серед галузей сільського господарства тримає рослинництво.
Найбільші посівні площі в області займають зернові культури, а серед них — озима пшениця. Вирощують також ячмінь, горох, овес, гречку, кукурудзу та ін.
Хмельниччина — один із найважливіших регіонів вирощування цукрових буряків.
Важливою галуззю рослинництва є вирощування картоплі.

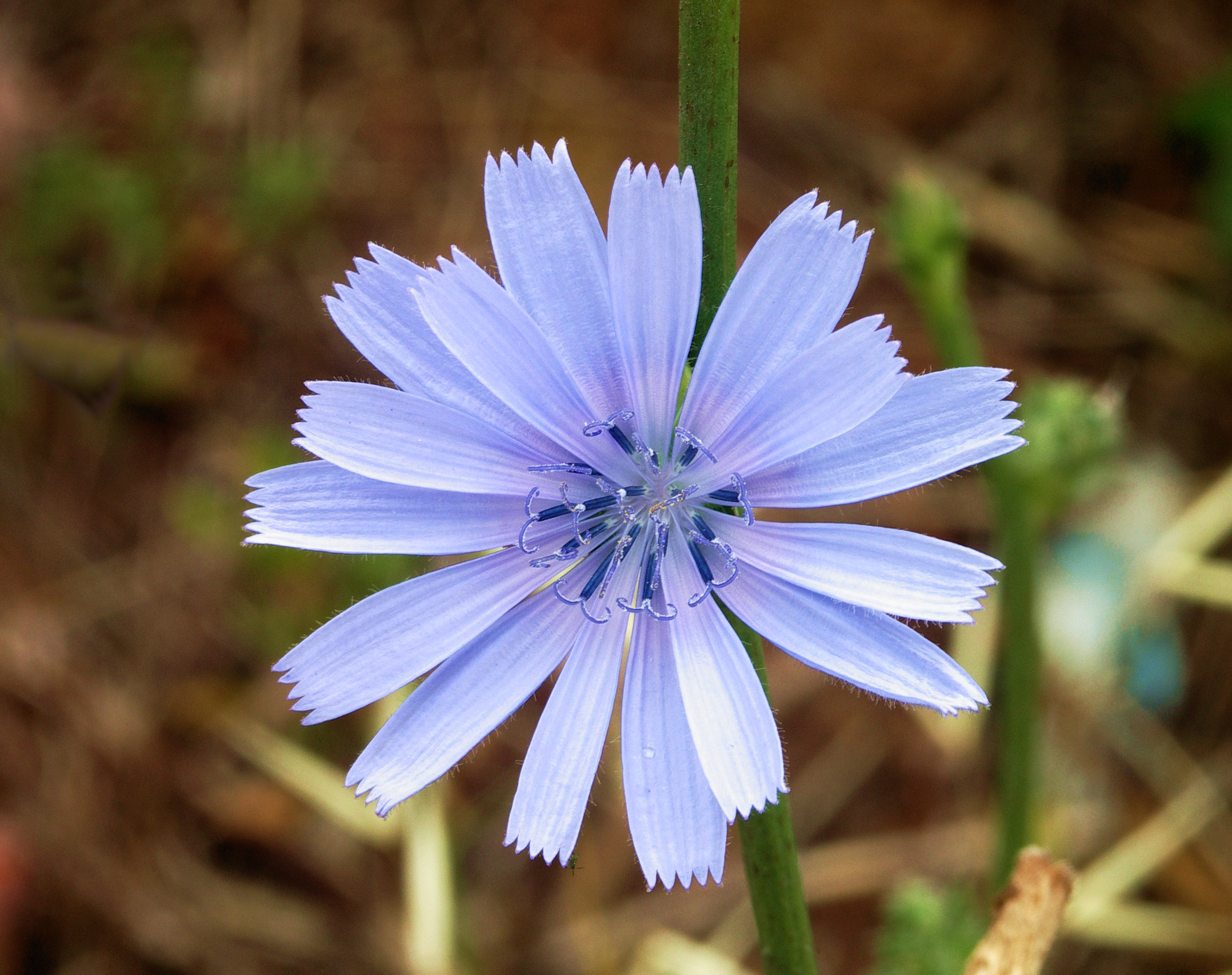
Петрові батоги (Cichorium intybus)

Виробництвом ефіроолійних культур займаються у Летичівському, Деражнянському, Хмельницькому районах, вирощують цикорій у Славутському і Старокостянтинівському районах.
Природні умови сприятливі для розвитку овочівництва, але посівні площі овочевих культур ще невеликі. Понад 40 % посівних площ займають кормові культури (багаторічні трави, кукурудза на силос, горох, вика, кормові буряки, люцерна, ріпак).
Поділля — це край садівництва. Основні плодові культури: яблуня, груша, абрикос, вишня, черешня, волоський горіх. Найбільша концентрація садів — у Придністров'ї (Віньковецький, Дунаєвецький, Новоушицький, Кам'янець-Подільський райони).
Тваринництво в області базується на польовому кормовиробництві, природних пасовищах, відходах харчової промисловості, виробництві комбікормів. Найважливішими галузями є м'ясо-молочне скотарство і свинарство. Розвинуті також птахівництво, вівчарство, кролівництво, бджільництво, рибальство.
В області розроблена програма інтенсифікації тваринницької галузі, в основу якої покладено створення спеціалізованих масивів маточного поголів'я, конкурентоспроможної молочної та м'ясної худоби, збільшення питомої ваги гібридного і місцевого молодняку свиней. Діє мережа племінних заводів і племінних ферм. Передбачається змінити структуру основного стада в напрямку збільшення корів м'ясного напрямку в районах Поліської зони, зменшення чисельності дійного стада компенсувати підвищенням його продуктивності.

### Транспортна-комунікаційна інфраструктура
Хмельницька область має добре розвинуту транспортну мережу. Важливе значення має її положення на транспортних шляхах, що зв'язують основні промислові райони України (столичний, Харківський, Придніпров'я, Донбас) і Росії, а також чорноморські порти із західноукраїнськими областями та країнами Центральної і Східної Європи.

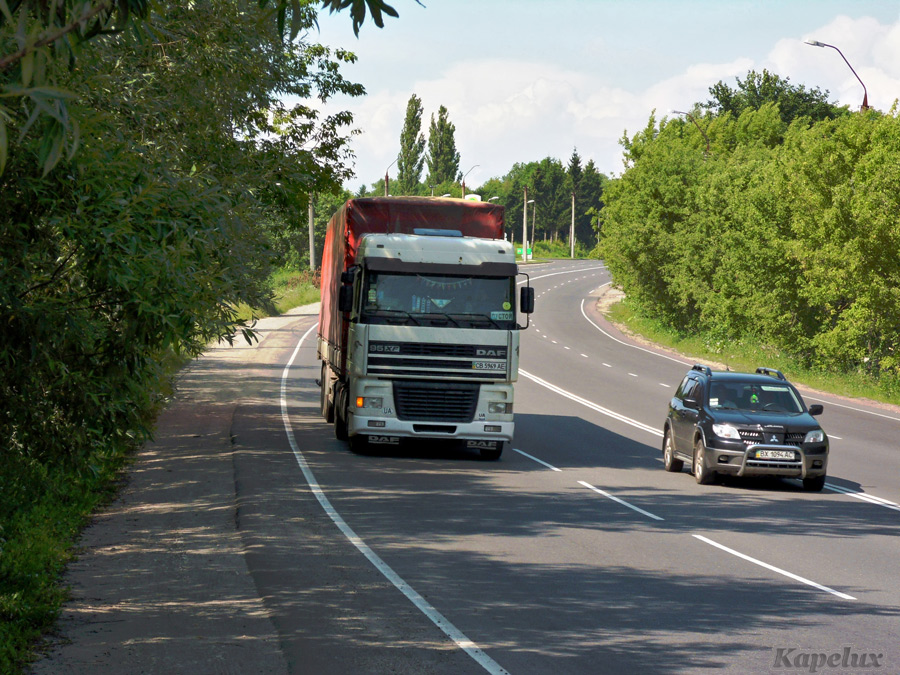
Автошлях

З півночі на південь область перетинають залізниця і низка автошляхів, які дають вихід Білорусь і країни Балтії, Молдову та країни Південно-Східної Європи.
Головне місце у перевезенні вантажів і пасажирів, як у межах області, так і у зв'язках з іншими регіонами країни, займає залізничний транспорт. Область розташована в зоні діяльності Південно-Західної залізниці, на її території функціонує 40 залізничних станцій. Найбільшими залізничними вузлами в області є станції Шепетівка і Гречани, яка розташована у Хмельницькому.
Обласний центр має зручне залізничне сполучення з європейськими столицями: Прагою, Братиславою, Варшавою, Будапештом, Белградом.
Для покращення транспортне сполучення планується будівництво високошвидкісної автомобільної магістралі «Західна Європа-Київ», яка пролягатиме територією Хмельниччини.[джерело?]

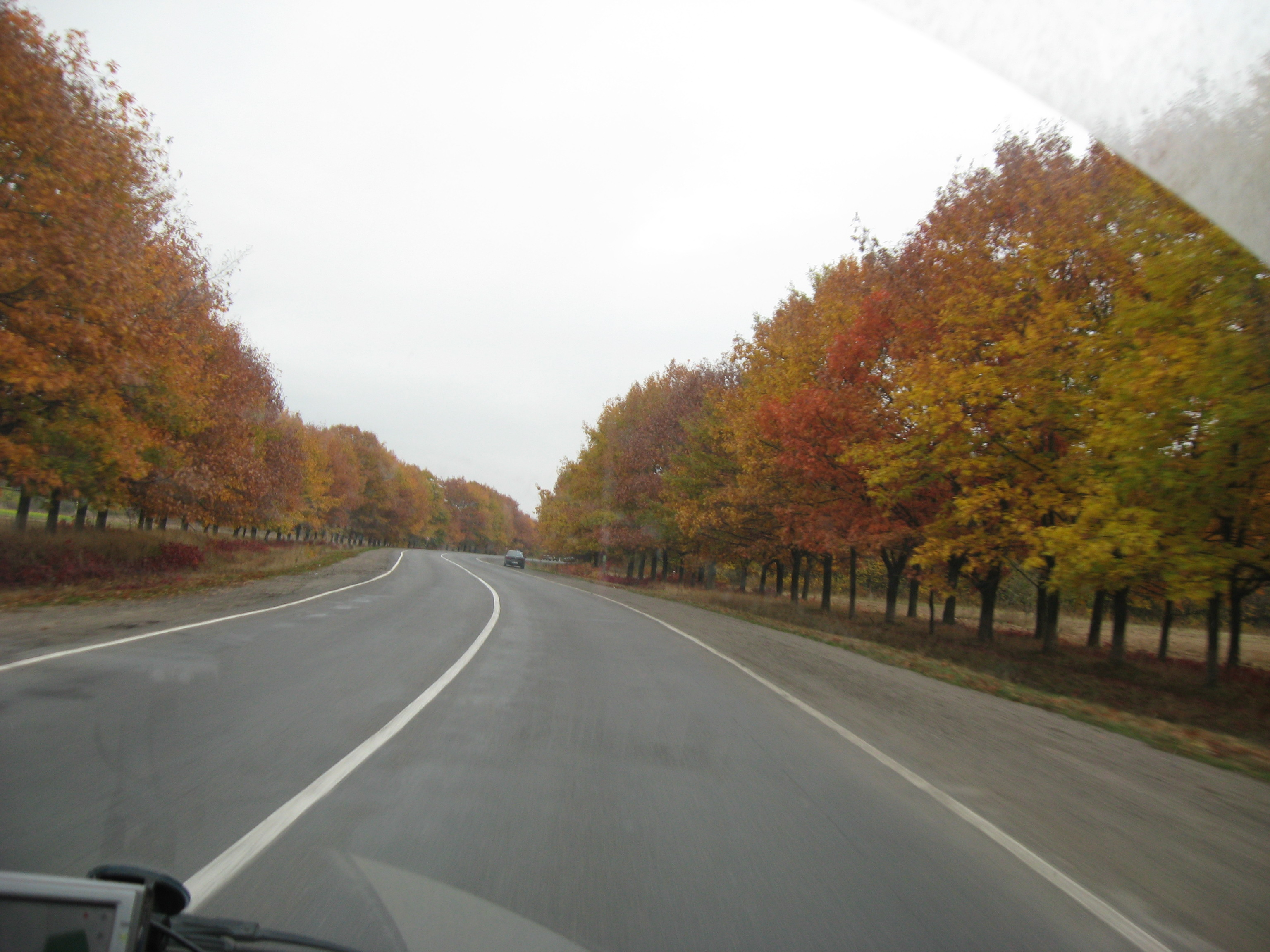
Автошлях

У Хмельницькому розташований нечинний аеропорт, що за довжиною ЗПС відповідає вимогам статусу міжнародного.
Трубопровідний транспорт представлений газопроводами, які перетинають територію області: «Союз» (Оренбург — західний кордон України), «Уренгой-Ужгород», «Дашава-Київ».
Набувають подальшого розвитку в області засоби телекомунікацій. На території області прокладено волоконно-оптичний кабель «Київ-Захід», активно розширює зону діяльності система міжнародного зв'язку «УТЕЛ», розвивається мережа мобільного телефонного зв'язку.
Через Хмельницьку область проходять автошляхи М12 та Н03.

## Освіта

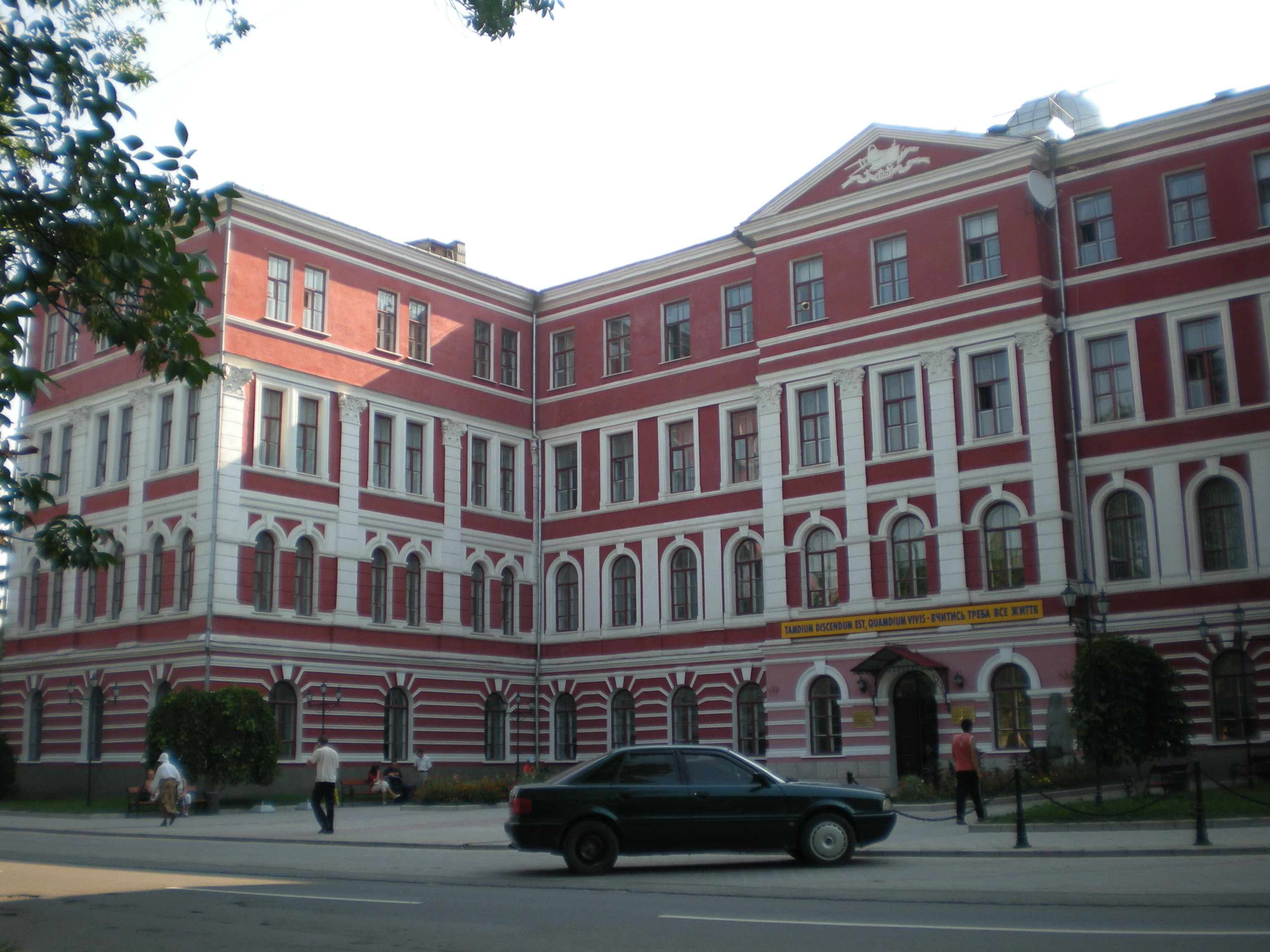
Національний університет ім. І. Огієнка

В області досить розвинена система вищої освіти. До того ж, спостерігається стійка тенденція до збільшення кількості людей, які мають наукові звання. Якщо у 2006 році в області було 43 професори, то зараз — 56, доцентів було 27, зараз — 32. У Хмельницькому національному університеті працюють наукові центри. На Хмельниччині діє 31 вищий навчальний заклад II—IV рівнів акредитації. В області достатньо закладів з підготування спеціалістів для сільського господарства, педагогів, економістів, управлінців та фахівців деяких технічних спеціальностей. Натомість відсутні можливості для підготування медиків (за винятком молодших та середніх медпрацівників) та спеціалістів технічних професій вузької спеціалізації. В інститутах, університетах та академіях області навчається близько 50 тис. студентів, що майже удвічі більше, ніж було у 1998 році.

## Географія

### Географічне розташування
Хмельниччина розташована на стику двох історико-географічних регіонів — Правобережжя і Західної України. У своїх сучасних межах область існує з 22 вересня 1937 року, коли постановою ВЦВК СРСР було створено Кам'янець-Подільську область. У травні 1941 року обласний центр було перенесено в м. Проскурів, але в січні 1954 року область перейменували, назвавши Хмельницькою, а у м. Проскурів змінено назву на Хмельницький.
Територія області лежить між 48°27' і 50°37' північної широти та між 26°09' і 27°56' східної довготи. Протяжність області з півночі на південь — 220 км, а із заходу на схід — 120 км. Межує на північному заході з Рівненською, на північному сході з Житомирською, на сході з Вінницькою, на півдні з Чернівецькою, на заході з Тернопільською областями.

### Клімат
Клімат помірно континентальний з м'якою зимою (середня температура січня −5 °C) і теплим, вологим (середня температура липня +19 °C) літом. Кількість опадів, 70 % яких припадає на теплий період, становить 500—640 мм на рік. Поверхня області в основному становить полого-хвилясту лесову рівнину. На півночі регіону розташована Поліська низовина (з абсолютними висотами до 240 м), на північному заході — Волинська, у центрі — Придніпровська (до 380 м) і на півдні — Подільська (до 400 м) височини. В області знаходяться верхні течії річок Горинь, Случ і Південний Буг, що визначають природний вигляд районів Полісся і Поділля. Але особливо мальовничі глибоко і хитромудро врізані долини Дністра і його лівих приток (Збруча, Жванчика, Смотрича, Тернави, Ушиці та ін.), що місцями утворюють ефектні каньйони і захопливі пейзажі.

### Рельєф

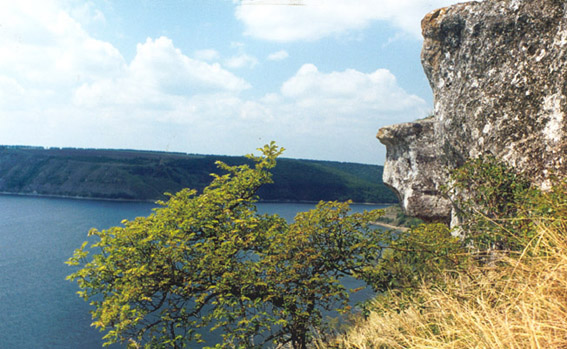
Панорама Дністра

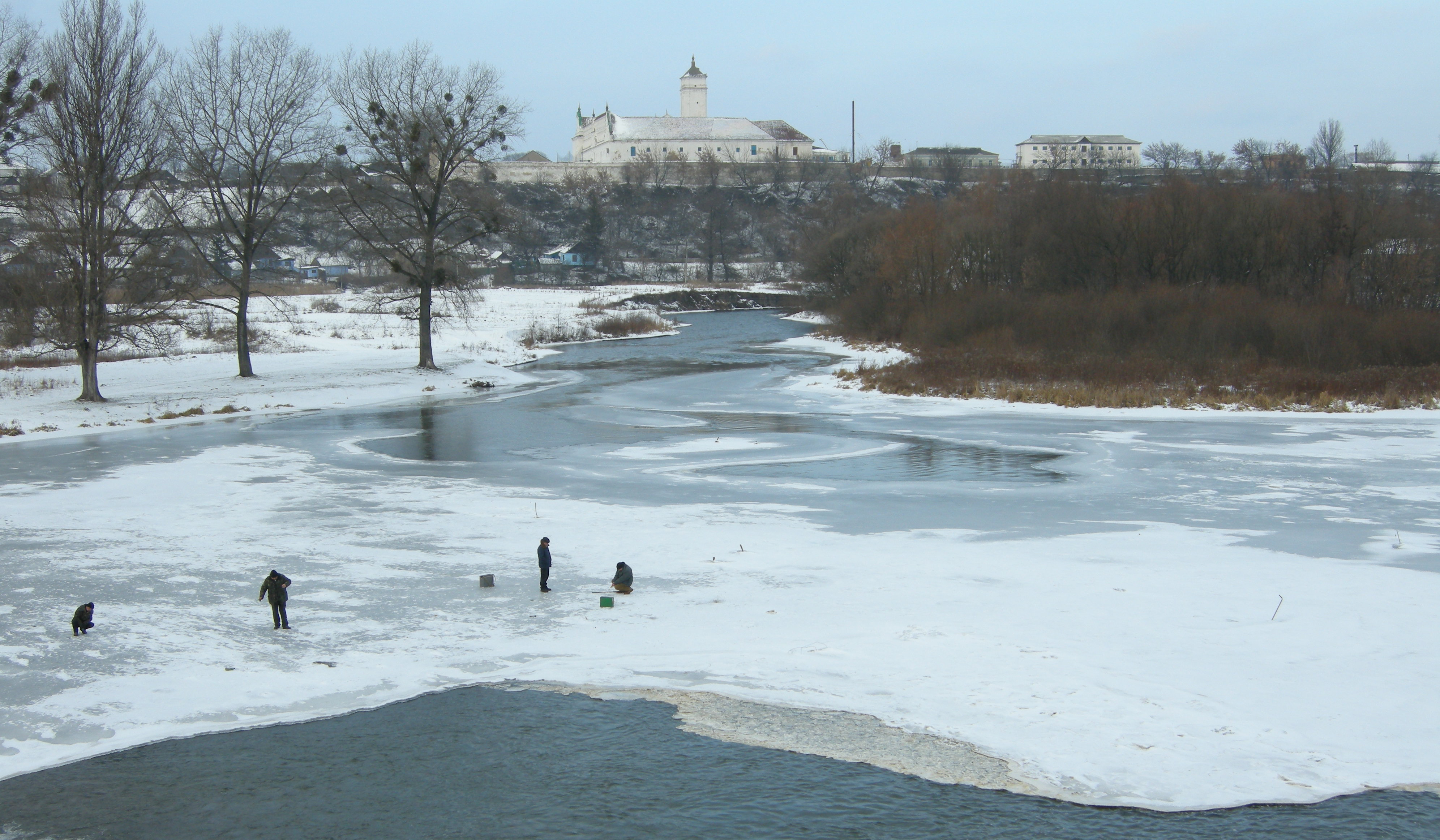
Річка Горинь в Ізяславі

Більшу центральну частину області займає Подільська височина (переважні висоти 270—370 м), по якій проходять вододіли Дніпра, Південного Бугу і Дністра.
На північному заході в межі області заходить Волинська височина (висоти до 329 м), а на півночі — Поліська низовина (висоти 200—250 м).
Південний захід перетинає Товтровий кряж, на якому є найвища точка області — гора Велика Бугаїха (400,6 м). Тут поширені карстові форми рельєфу, трапляються печери (Атлантида, Залучанська).
Крайній південь має пасмоподібну поверхню, розчленовану каньйоноподібними долинами приток Дністра. Рівень Дністровського водосховища (121 м) є найнижчою висотною відміткою.

### Річки. Озера
Територією області течуть 120 річок завдовжки понад 10 км кожна. Найбільшими є Дністер (довжина в межах області 160 км) із притоками Збруч, Смотрич, Ушиця; Південний Буг (довжина в межах області 120 км) із притоками Бужок, Вовк, Іква; річки Дніпровського басейну — Горинь, Случ, Хомора.
Озер мало. Зустрічаються переважно в басейні Горині. Потрібно виділити найбільші озера області такі, як Голубі озера, що утворилися на місці відпрацьованих торфових кар'єрів. Озеро Святе — найбільше озеро Хмельницької області. Належить до групи заславських озер, розташованих на території Михельського лісництва ДП «Ізяславське лісове господарство» на Малому Поліссі.

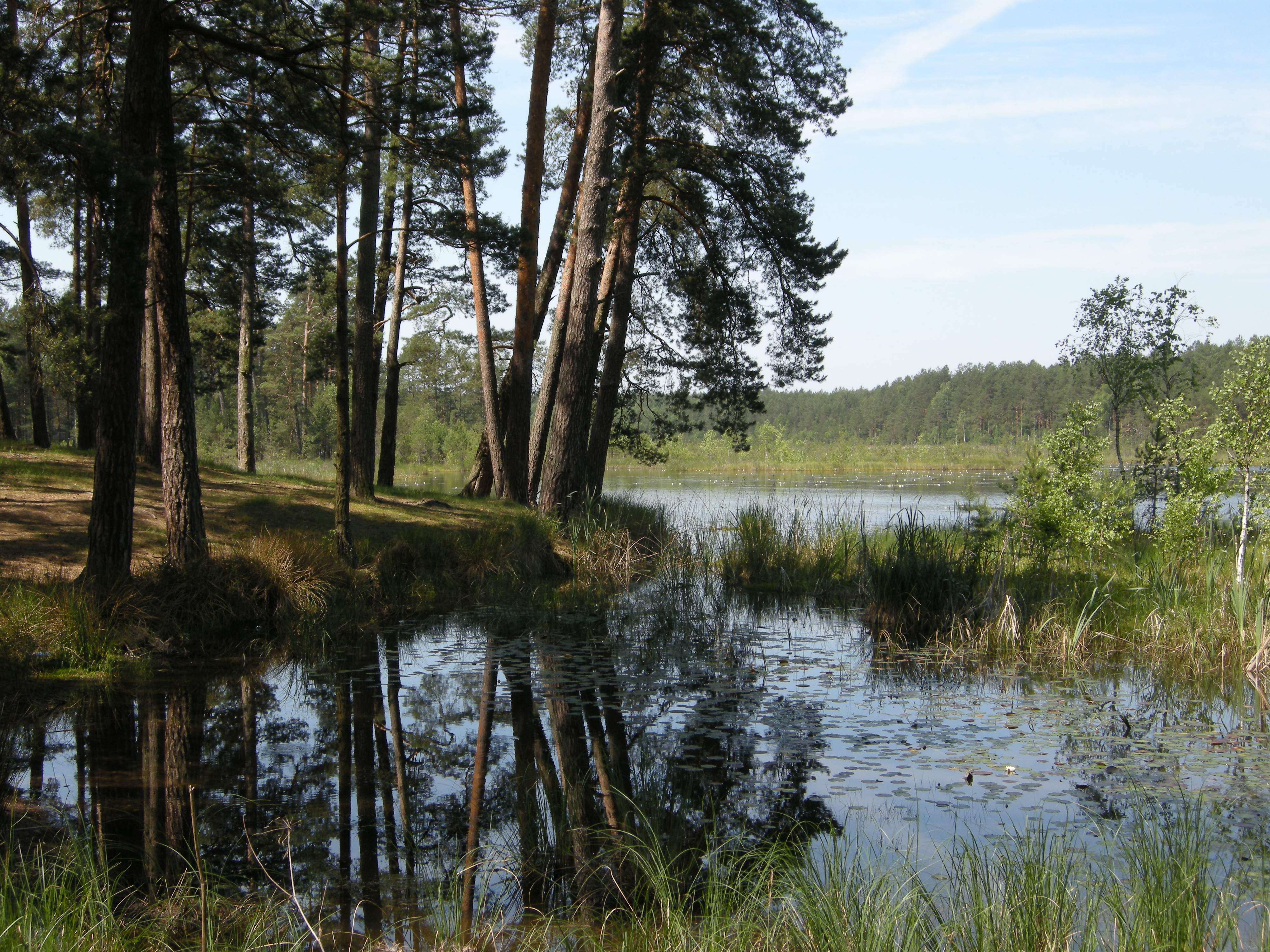
Озеро Святе

Голубі озера знаходяться в Білогірському районі, між селами Жижниківці і Синютки. Княже озеро, яке розкинулось на берегах Горині у Славутському районі, між селами Крупець і Колом'є. Найбільше водосховище — Дністровське. Споруджено 1858 ставків і водосховищ, головним чином, у басейнах Горині та Південного Бугу, зокрема Щедрівське (1258 га), Новоставське (1168 га), Кузьминське (765 га).
Територією області протікає понад 3 тисячі річок і потічків. Найбільші річки — Дністер, Південний Буг, Горинь, Случ, Збруч, Смотрич, Хомора. Область має 60 водосховищ з обсягом води 153 млн м3, 1799 ставків. Найбільші водосховища — Дністровське та Щедрівське на Південному Бузі. По запасах водних ресурсів регіон займає 6 місце в країні.

### Природні ресурси
В області Держбалансом обліковується 391 родовище з 26 видів різноманітних корисних копалин. Область є одним з головних постачальників карбонатної сировини для цукрової промисловості України. Враховується 7 родовищ вапняків, запаси яких становлять 121,5 млн тонн (37,1 % від запасів в Україні). В останні роки встановлена висока ефективність використання сапонітових глин. Завершена детальна розвідка Варварівського родовища у Славутському районі, як найбільш перспективного. Затверджені запаси сапонітових глин Варварівської і Ташківської ділянок кількістю 22663,5 тис.тонн. Обліковується 9 родовищ первинних каолінів, загальні запаси яких становлять 8231,1 тис.тонн. Цементна галузь області спирається на 2 родовища Кривинське у Славутському районі та Гуменецьке родовище в Кам'янець-Подільському районі. На території області обліковуються 80 родовищ торфу, 19 родовищ гранітів, 126 родовищ цегельно-черепичної сировини, 23 родовища піску, родовище апатитів, 3 родовища крейди в Білогірському районі, родовище травертину в Кам'янець-Подільському районі та фосфориту в Білогірському районі. Питні та технічні підземні води в Хмельницькій області для господарсько-питного і виробничо-технічного водопостачання розвідані на 45 ділянках.

### Корисні копалини
Хмельницька область багата на різноманітні корисні копалини, насамперед природні будівельні матеріали. Цьому сприяють як кристалічні породи щита, так і осадові відклади його західного схилу. Водночас вона цілком позбавлена металевих мінеральних ресурсів, а з-поміж горючих є лише поклади торфу.

### Геологія
Щодо геоструктури, територія області пов'язана з Українським щитом і його Західним схилом. Східна частина лежить у межах Волино-Подільського тектонічного блоку і відзначається близьким до поверхні заляганням порід кристалічного фундаменту — гранітоїдів, гнейсів, кристалічних сланців. Територія на Заході від ізогіпси поверхні фундаменту 300 м належить до Волино-Подільської монокліналі та характеризується нарощуванням зі Сходу на Південний Захід осадового чохла — пісковики, аргіліти, піски венду, мергелі й доломіти силуру, на крайньому Південному Заході — глинисто-піщані відклади девону; майже повсюдно поширена нижньокрейдова товща — пісковики, піски, трепели та неогенові вапняки, піски, глини.

## Демографія
Населення Хмельницької області на 1 січня 2010 року становило 1334,0 тис. осіб. Міське населення нараховувало 726,2 тис.(54.5 %), сільське 607,8 тис.(45.5 %).

### Національний склад
Національний склад населення Хмельницької області станом на 2001 рік.
| №  | Національність | Кількість осіб | %        |
| -- | -------------- | -------------- | -------- |
| 1  | Українці       | 1 339 331      | 93,88 %  |
| 2  | Росіяни        | 50 686         | 3,55 %   |
| 3  | Поляки         | 23 005         | 1,61 %   |
| 4  | Білоруси       | 2 750          | 0,19 %   |
| 5  | Євреї          | 1 410          | 0,10 %   |
| 6  | Молдовани      | 1 353          | 0,09 %   |
| 7  | Вірмени        | 1 159          | 0,08 %   |
| 8  | Роми           | 490            | 0,03 %   |
| 9  | Татари         | 464            | 0,03 %   |
| 10 | Німці          | 365            | 0,03 %   |
| 11 | Інші           | 5 636          | 0,40 %   |
|    | Разом          | 1 426 649      | 100,00 % |

### Мова
| Район та місто обласного значення | українська | російська | польська |
| --------------------------------- | ---------- | --------- | -------- |
| Хмельницька область               | 95,2       | 4,1       | 0,2      |
| Хмельницький                      | 88,4       | 10,4      | 0,4      |
| Кам'янець-Подільський             | 91,2       | 7,1       | 0,1      |
| Нетішин                           | 87,7       | 11,4      | 0,0      |
| Славута                           | 92,3       | 7,2       | 0,1      |
| Шепетівка                         | 93,5       | 5,7       | 0,1      |
| Старокостянтинів                  | 92,0       | 7,5       | 0,1      |
| Білогірський район                | 99,0       | 0,8       | 0,0      |
| Віньковецький район               | 97,2       | 2,6       | -        |
| Волочиський район                 | 98,5       | 1,3       | 0,1      |
| Городоцький район                 | 98,5       | 1,0       | 0,4      |
| Деражнянський район               | 98,2       | 1,4       | 0,0      |
| Дунаєвський район                 | 98,4       | 1,3       | 0,0      |
| Ізяславський район                | 97,0       | 2,8       | 0,0      |
| Кам'янець-Подільський район       | 98,6       | 1,2       | 0,0      |
| Красилівський район               | 98,4       | 1,4       | 0,0      |
| Летичівський район                | 98,2       | 1,5       | 0,0      |
| Новоушицький район                | 96,5       | 3,3       | 0,0      |
| Полонський район                  | 98,4       | 1,4       | 0,0      |
| Славутський район                 | 98,8       | 1,1       | 0,0      |
| Старокостянтинівський район       | 98,6       | 1,1       | 0,0      |
| Старосинявський район             | 98,7       | 0,8       | 0,4      |
| Теофіопольський район             | 98,9       | 0,8       | 0,0      |
| Хмельницький район                | 95,8       | 2,0       | 1,8      |
| Чемеровецький район               | 99,1       | 0,8       | 0,0      |
| Шепетівський район                | 97,9       | 1,7       | 0,0      |
| Ярмолинецький район               | 98,1       | 1,5       | 0,0      |

#### Мораторій на публічне використання російськомовного культурного продукту
15 червня 2022 року рішенням Хмельницької обласної ради у Хмельницькій області було запроваджено мораторій на публічне використання російськомовного культурного продукту.

## Злочинність
Рівень злочинності за 2012 рік на 10 тис. населення складає 66,1 злочинів, з них 23,7 тяжких та особливо тяжких.

## Адміністративно-територіальний устрій

### Загальна інформація
Адміністративний центр області — місто Хмельницький.
У складі області:
- районів — 3[17];
- громад — 68;
  - Шепетівський район — 18;
    - міських — 5;
    - селищних — 4;
    - сільських — 9;

  - Хмельницький район — 27;
    - міських — 6;
    - селищних — 12;
    - сільських — 9;

  - Кам'янець-Подільський район — 15;
    - міських — 2;
    - селищних — 6;
    - сільських — 8.

### Райони
| № | Назва                 | Адм. центр               | Адм. устрій |
| - | --------------------- | ------------------------ | ----------- |
| 1 | Кам'янець-Подільський | м. Кам'янець-Подільський | Адм. устрій |
| 2 | Хмельницький          | м. Хмельницький          | Адм. устрій |
| 3 | Шепетівський          | м. Шепетівка             | Адм. устрій |

## Сусідні області
- Вінницька
- Житомирська
- Рівненська
- Тернопільська
- Чернівецька

## Побратимство
10 травня 2022 року штат Міссісіпі визнав Хмельницьку область регіоном-побратимом.

## Пам'ятки

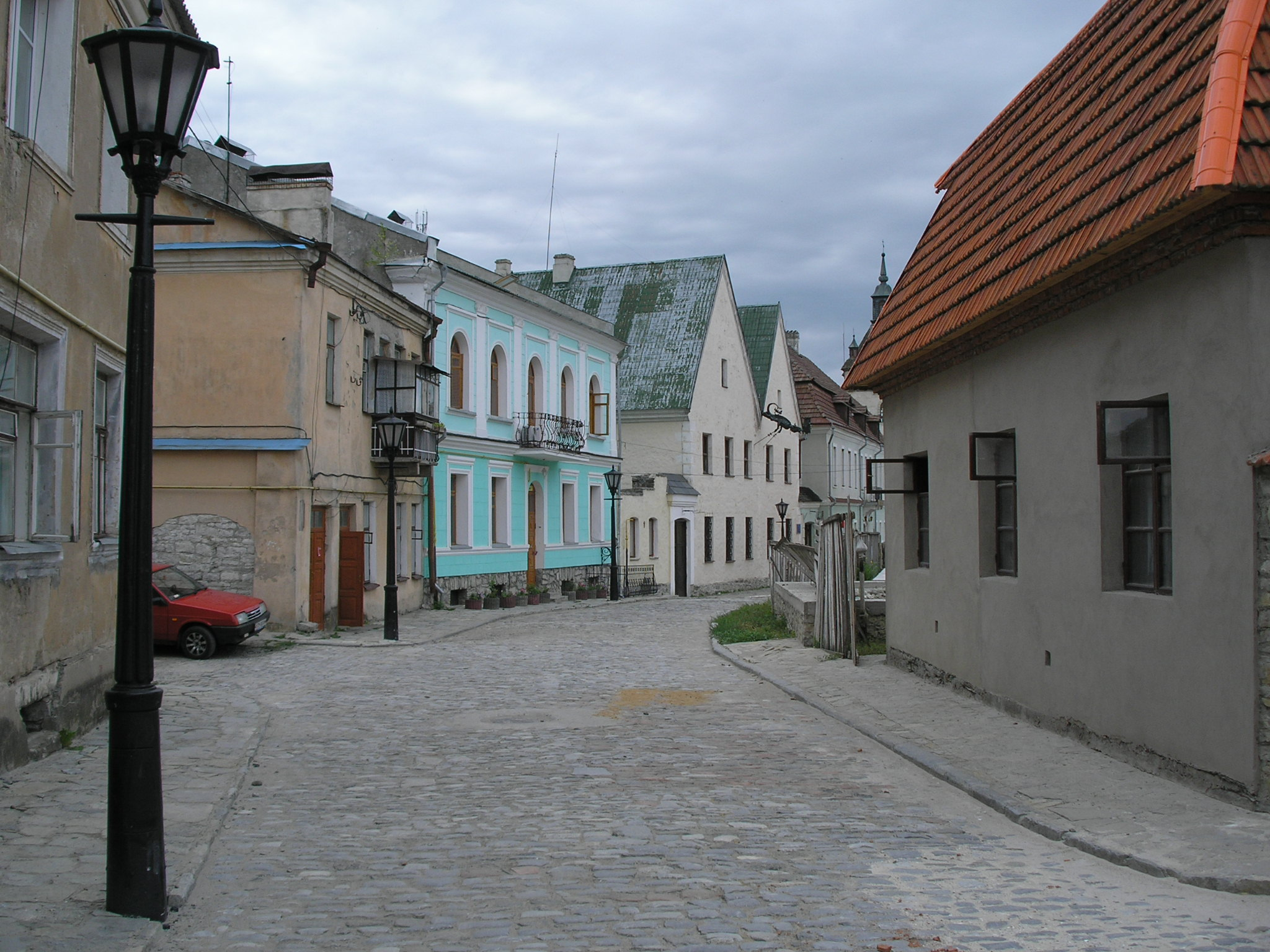
Старе Місто (Кам'янець-Подільський)
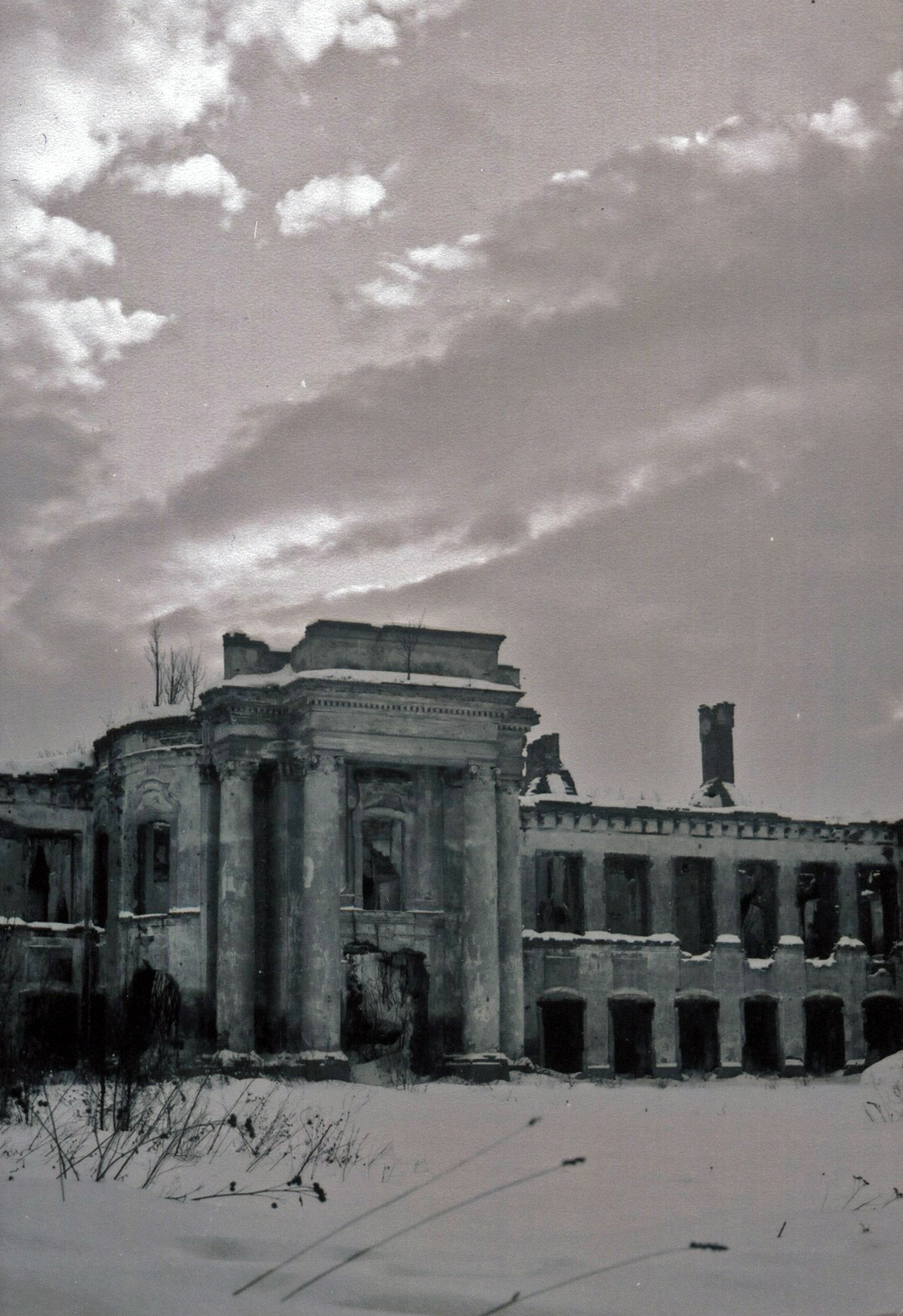
Палац Санґушків. Ізяслав
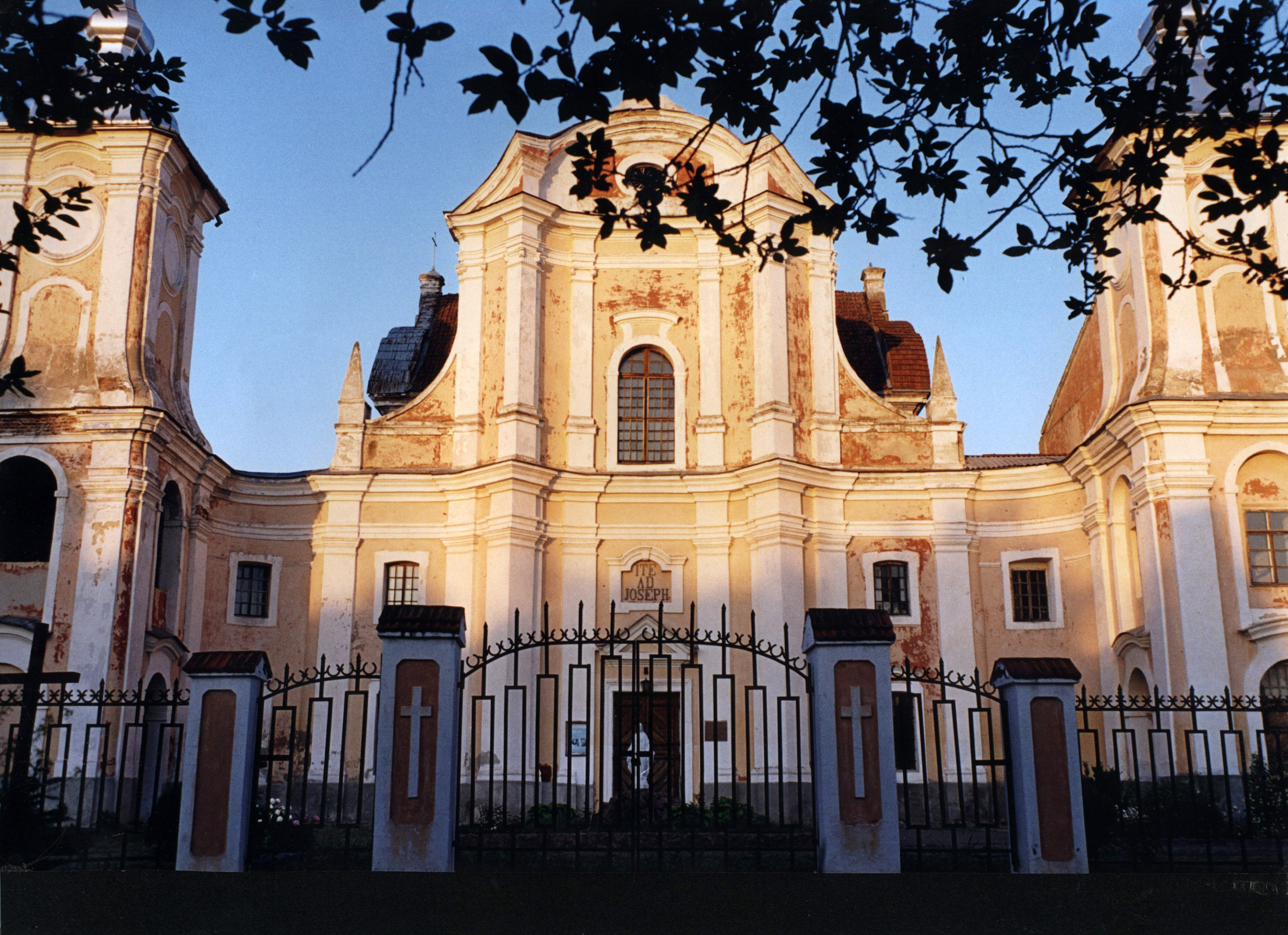
Костел Святого Йосипа. Ізяслав
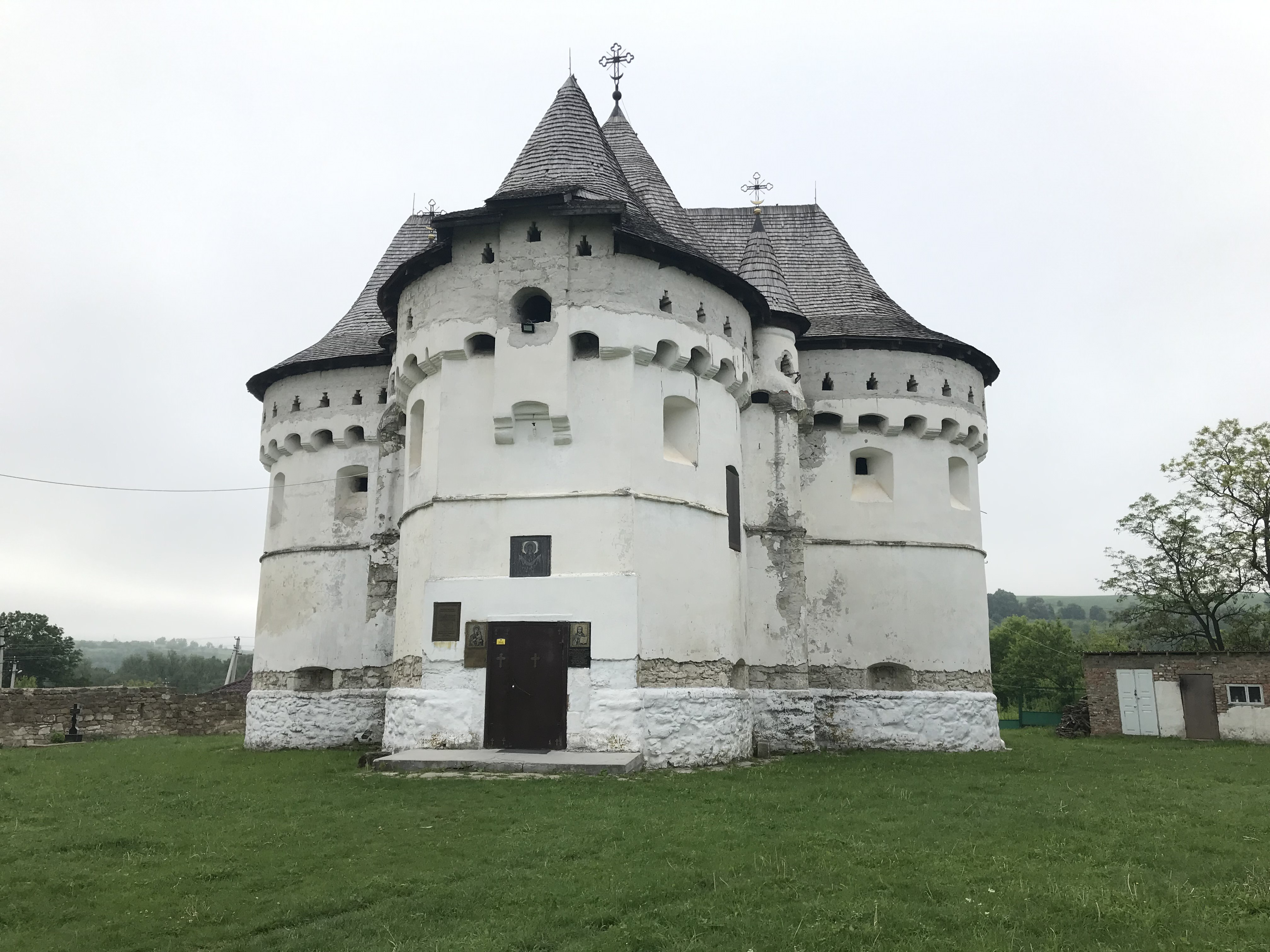
Покровська церква-фортеця. Сутківці
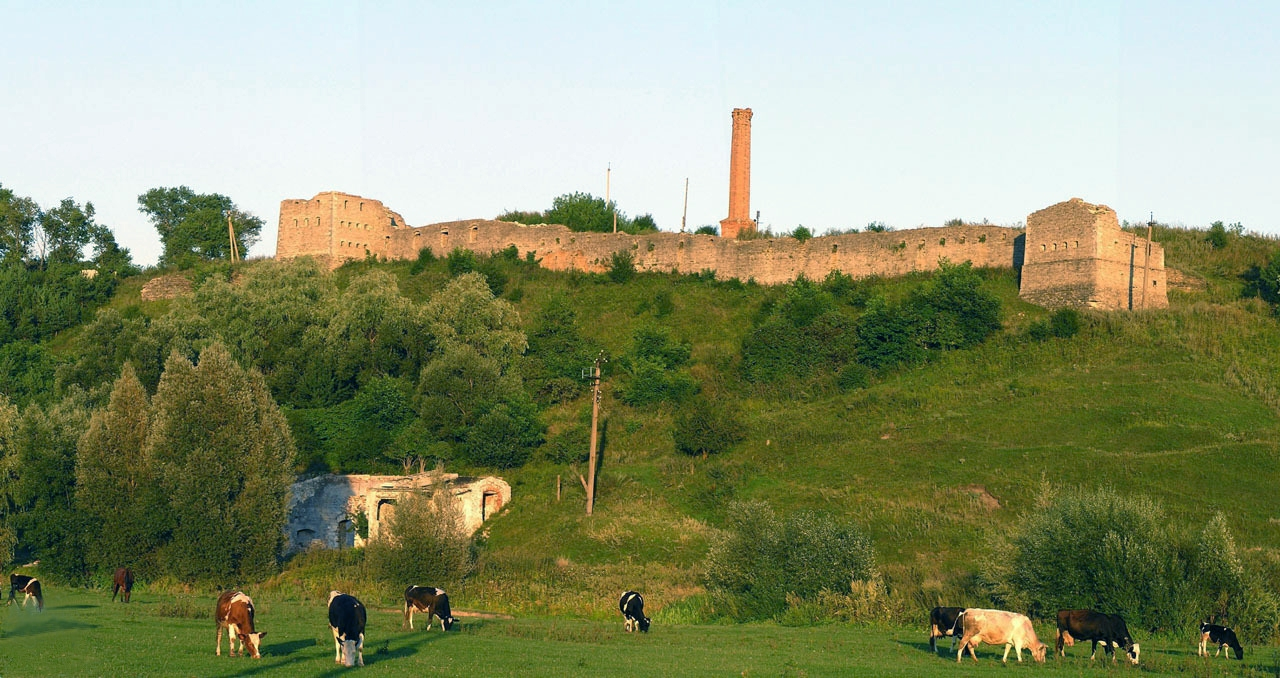
Сатанівський замок
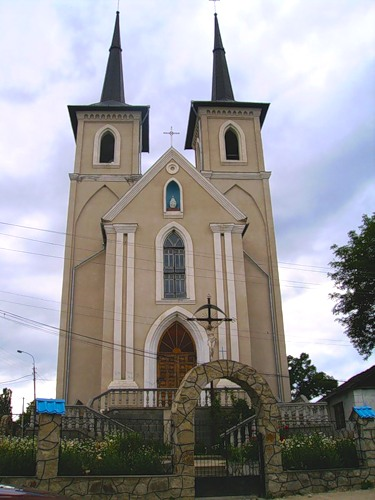
Костел Преображення Господнього у Новій Ушиці
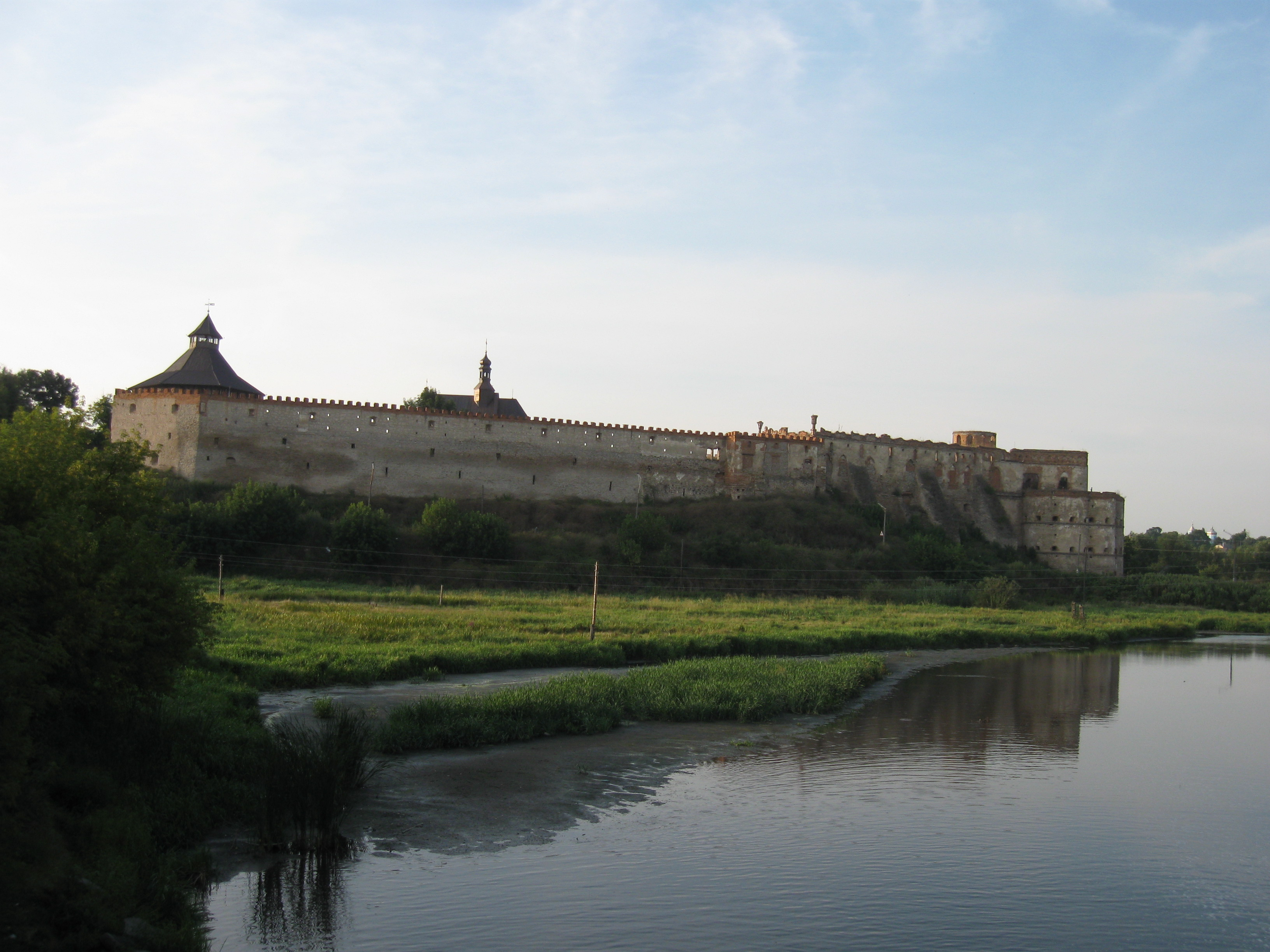
Меджибізький замок
Летичівський замок
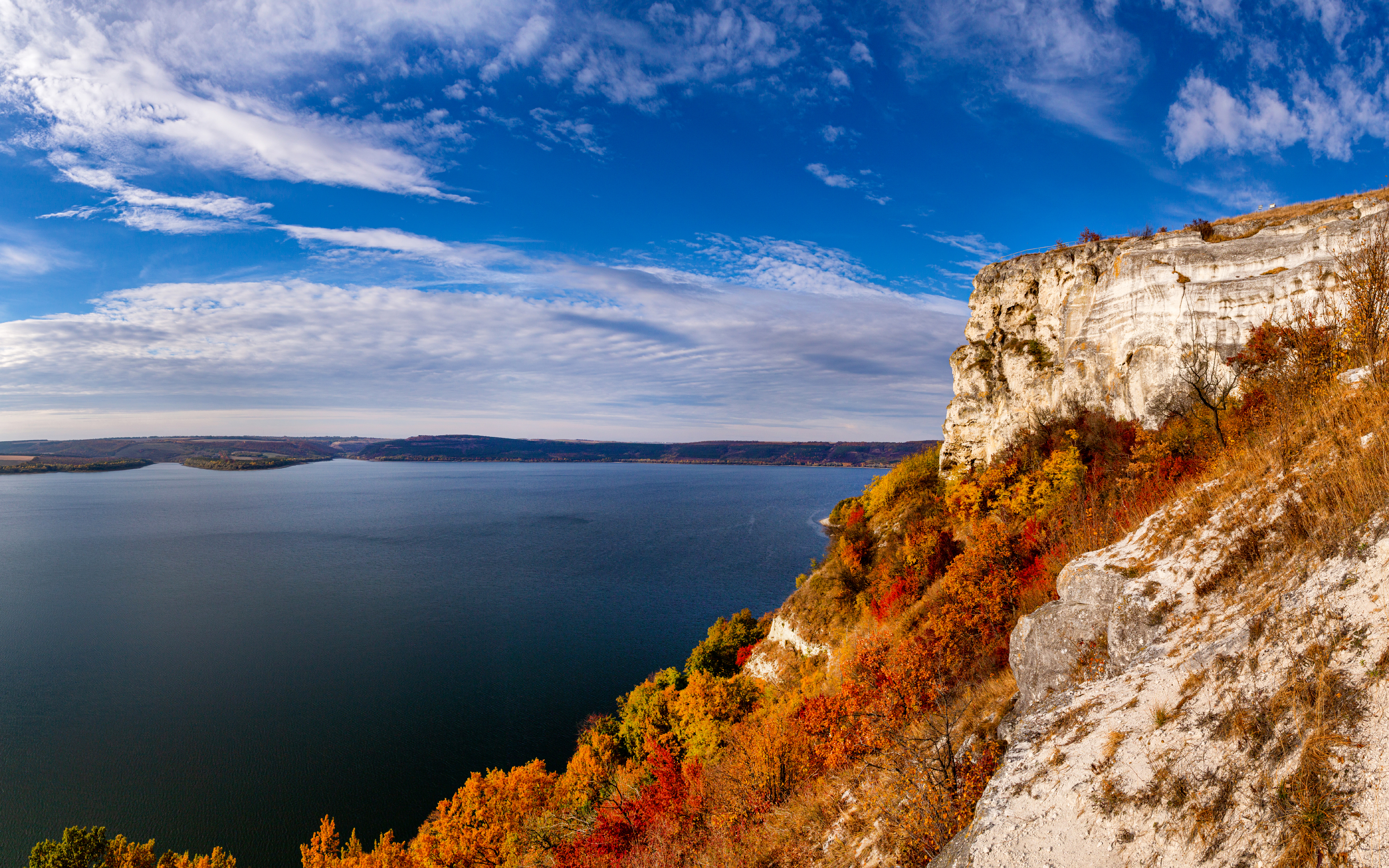
Панорама над осінньою Бакотою
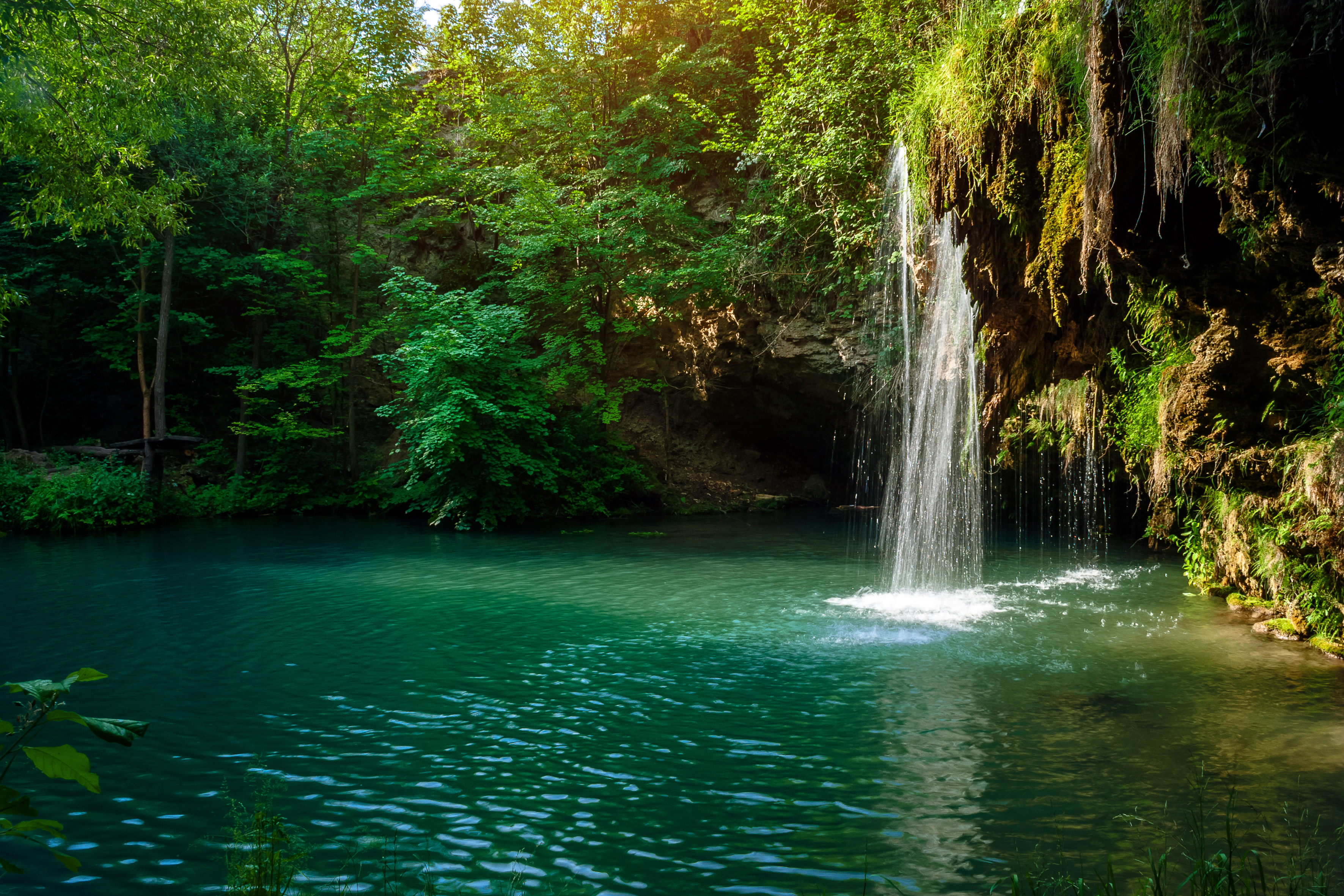
Ранковий водоспад Бурбун
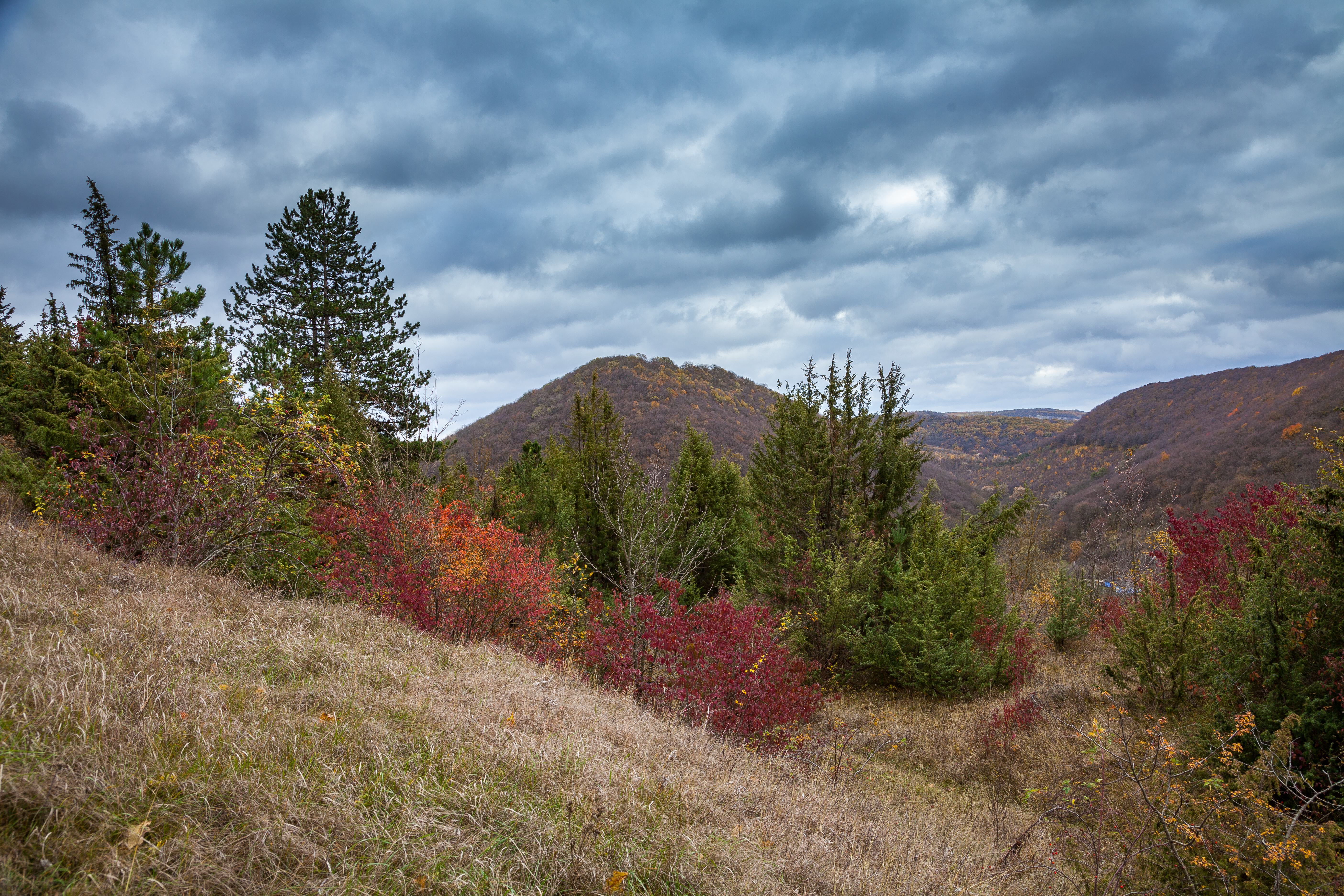
Кармалюкова гора
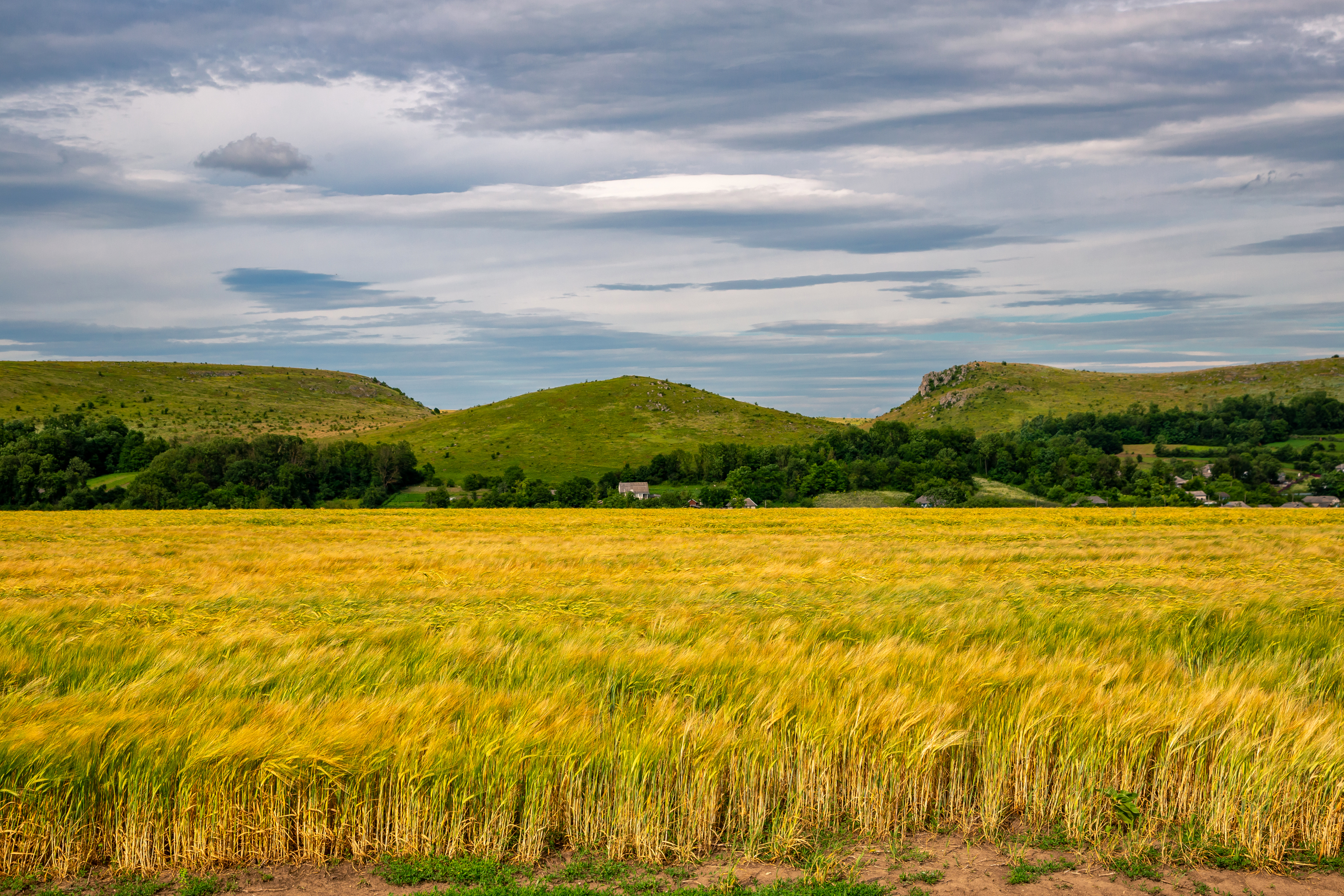
Івахновецький заказник
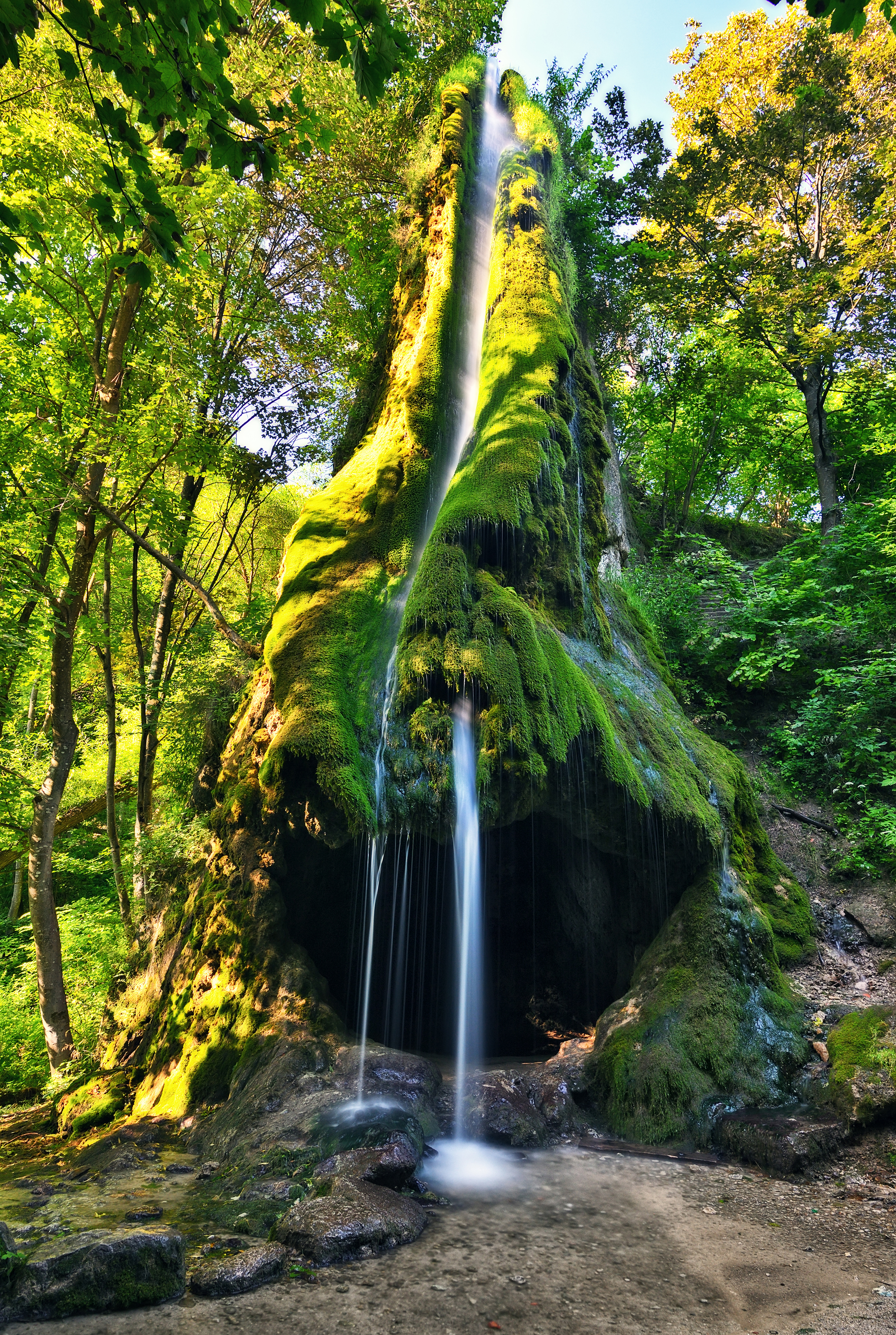
Малієвецький водоспад

Область багата на середньовічні пам'ятки оборонної та церковної архітектури — замки, уфортифіковані церкви, костели і палаци. Значна частина цієї спадщини зосереджена у м. Кам'янець-Подільський — історичній столиці Поділля. На території Хмельницької області розташовано: 105 пам'яток археології (з них — 12 національного значення), 2442 пам'ятки історії (з них — 4 національного значення), 341 пам'ятка архітектури та містобудування (з них — 230 національного значення), 474 пам'ятки монументального мистецтва (з них — 1 національного значення). До Списку історичних населених місць України, затвердженого Постановою Кабінету Міністрів України від 26.07.2001 р. за № 878, включено 24 поселення Хмельницької області: Антоніни, Білогір'я, Волочиськ, Городок, Гриців, Деражня, Дунаївці, Ізяслав, Кам'янець-Подільський, Красилів, Летичів, Меджибіж, Нова Ушиця, Полонне, Сатанів, Славута, Смотрич, Стара Синява, Старокостянтинів, Хмельницький, Чорний Острів, Шепетівка, Ямпіль, Ярмолинці.